# Medicago sauvagei
Medicago sauvagei là một loài thực vật có hoa trong họ Đậu. Loài này được Negre miêu tả khoa học đầu tiên.